# Lutzomyia botella
Lutzomyia botella är en tvåvingeart som först beskrevs av Fairchild G. B., Hertig M. 1961. Lutzomyia botella ingår i släktet Lutzomyia och familjen fjärilsmyggor.
Artens utbredningsområde är Panama. Inga underarter finns listade i Catalogue of Life.